# Município de Lemon (condado de Butler, Ohio)
O município de Lemon (em inglês: Lemon Township) é um município localizado no condado de Butler no estado estadounidense de Ohio. No ano de 2010 tinha uma população de 13.875 habitantes e uma densidade populacional de 349,09 pessoas por km².

## Geografia
O município de Lemon encontra-se localizado nas coordenadas 39° 26′ 52″ N, 84° 23′ 38″ O. Segundo a Departamento do Censo dos Estados Unidos, o município tem uma superfície total de 39.75 km², da qual 38.76 km² correspondem a terra firme e (2.48%) 0.99 km² é água.

## Demografia
Segundo o censo de 2010, tinha 13.875 habitantes residindo no município de Lemon. A densidade populacional era de 349,09 hab./km². Dos 13.875 habitantes, o município de Lemon estava composto pelo 91.72% brancos, o 3.63% eram afroamericanos, o 0.22% eram amerindios, o 1.43% eram asiáticos, o 0.01% eram insulares do Pacífico, o 1.59% eram de outras raças e o 1.41% pertenciam a dois ou mais raças. Do total da população o 3.35% eram hispanos ou latinos de qualquer raça.